# Ligne Barcelone - Ripoll
La ligne Barcelone - Ripoll est une ligne de chemin de fer espagnole qui appartient à l'Administrateur d'Infrastructures Ferroviaires (ADIF) qui relie Barcelone à Ripoll en traversant la Catalogne à travers les comarques du Barcelonès, Vallès Oriental, Osona et du Ripollès. La ligne commence à Montcada i Reixac où elle se connecte à la ligne de Manrèse et elle se termine à la gare de Ripoll où se trouvait un embranchement en direction de Sant Joan de les Abadesses et la connexion avec le chemin de fer transpyrénéen oriental.
La ligne est d'écartement ibérique et à voie unique dans tout le tronçon entre la gare de Montcada-Bifurcation et Ripoll. Les services qui traversent la ligne sont des Rodalia de Barcelone (R3) et des régionales cadencés bien que tous les itinéraires qui circulent par cette ligne soient actuellement considérés comme des services de Rodalia sous le nom de Rodalies de Catalogne.
La ligne était connue à l'origine comme la ligne Sant Martí de Provençals - Sant Joan de les Abadesses parce qu'anciennement elle se terminait à Sant Joan. Le tronçon de la ligne Sant Martí de Provençals à Llerona (fermée) n’a été construit qu’entre Les Franqueses del Vallès et la liaison avec Montcada i Reixac avec la ligne Manresa au lieu du terminal de Sant Martí, Les lignes étaient devenues la propriété de la compagnie du Nord et celle-ci finalisait déjà ses voyages vers la gare du Nord.

## Histoire

### Projet et création de la ligne

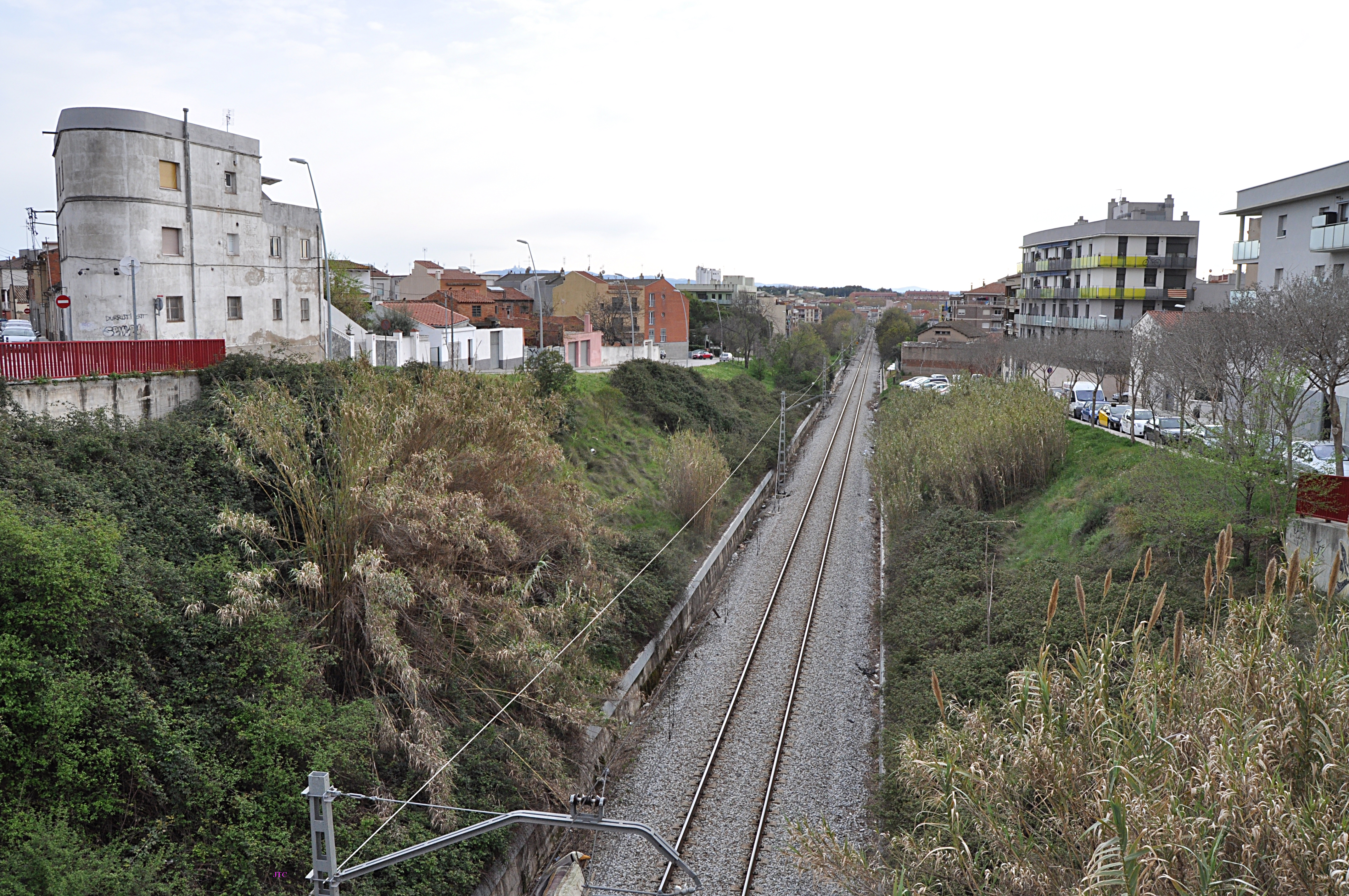
Ligne Barcelone-Ripoll à Mollet del Vallès, en regardant vers Mollet - Santa Rosa et Barcelone.

La ligne a commencé à être projetée en 1844 avec pour objectif initial de transporter le charbon extrait par la société El Veterano Cabeza de Hierro dans les mines de Sant Martí de Surroca et d’Ogassa (Ripollès) à Barcelone, puis transporté par les Arriero (es) (en catalan : traginers) par le sentier de Vic et Olot. L'objectif était de fournir une sortie plus rapide des minerais de charbon jusqu'à la mer et à l'industrie catalane émergente, principalement située sur la zone côtière. Après avoir abandonné divers projets tels que le transport vers le port de Roses, la société d'exploration minière reçut en 1847 la première licence lui permettant de construire un chemin de fer entre Barcelone et la frontière française via Sant Joan et Camprodon. Plusieurs différends entre la société exploitante et le propriétaire des mines amènent la société à transférer la concession de construction de cette ligne à Girona Hermanos, Clavé y Cia. Josep Maria Serra, Manuel de Lerena et Compte y Cia., avec lesquels ils fondèrent la société Caminos de Hierro de Barcelona a Granollers (appartenant à Manuel Girona i Agrafel), ils commencèrent la construction en 1851 à Sant Joan. En 1854 la ligne arrive de Barcelone à Granollers Centre mais le départ du conseil d'administration de la société de Girona Hermanos, Clavé y Cia. avec le but de se concentrer sur la ligne de Barcelone à Lérida, la société a abandonné l’objectif de poursuivre la ligne jusqu’à Sant Joan et devait poursuivre sur la ligne de Girona et Portbou.

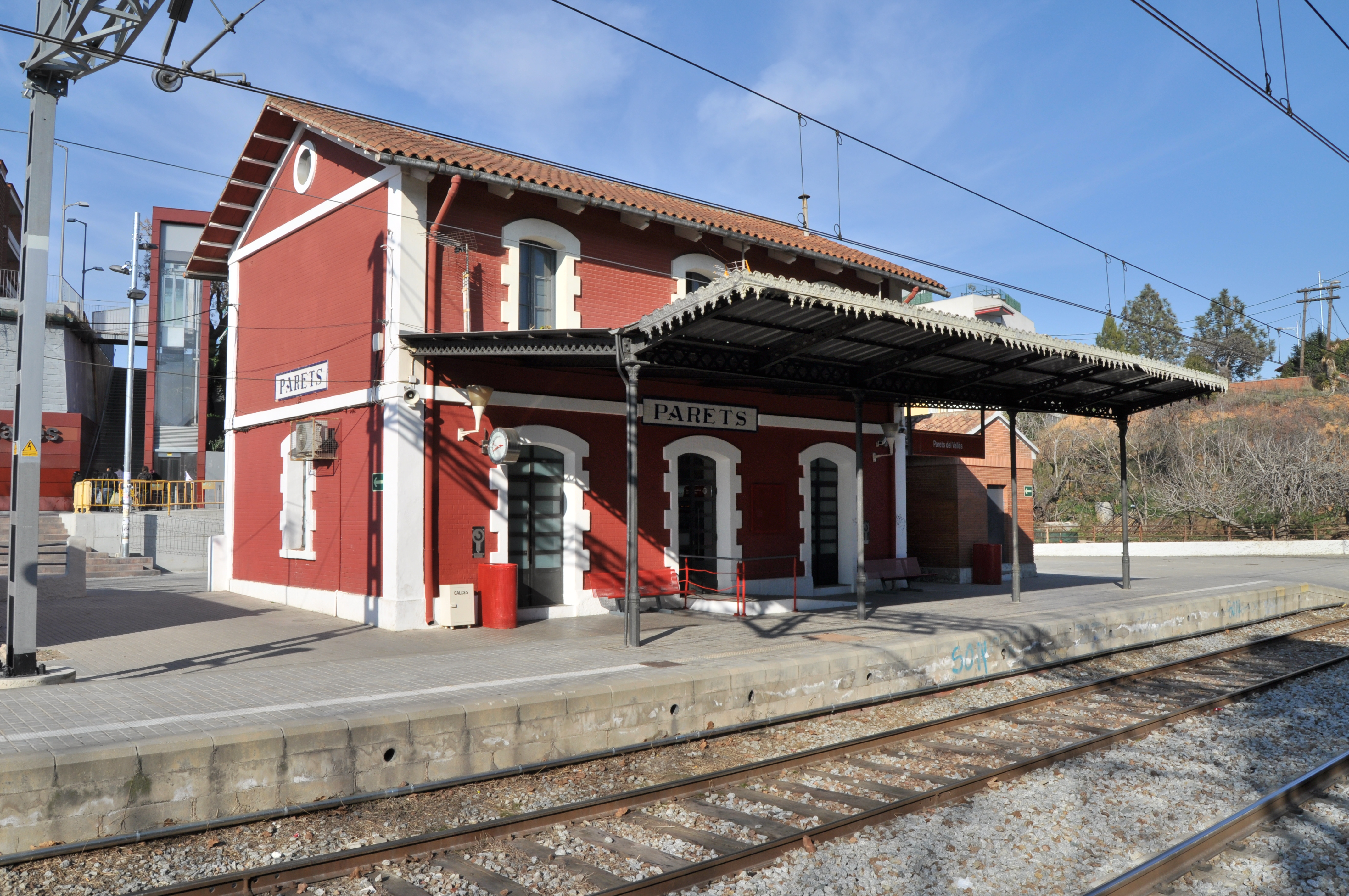
Gare de Parets del Vallès.

Compte tenu de l'abandon du projet à Sant Joan de les Abadesses, le 1er décembre 1877, une nouvelle modification de la concession pour la construction et l'exploitation du chemin de fer de Llerona à Sant Joan de les Abadesses a été accordée à la société Ferrocarril i mines de Sant Joan de les Abadesses, créées la même année. Le projet a été exécuté afin que le charbon puisse être transporté dans des wagons depuis les mines de charbon d’Ogassa et de Surroca jusqu’à la gare de Torralles à Sant Joan de les Abadesses. À partir de cette gare, la ligne traversait le Ripollès, l’Osona et le Vallès Oriental pour rejoindre la gare de Granollers Centre. Ainsi, les trains pourraient continuer leur trajet directement de Sant Joan de les Abadesses à Barcelone en payant des péages de la compagnie Sant Joan à la Compagnie des chemins de fer de Tarragone à Barcelone et la France (TBF) pour l'utilisation du tramway Granollers-Barcelone. Après plusieurs projets de construction, le tronçon entre Les Franqueses del Vallès et Vic fut inauguré le 14 mars 1876. En 1880, la ligne arriva jusqu'à Sant Joan de las Abadesses.
Afin d'éviter le paiement de la redevance à la TBF, la société de Sant Joan de les Abadesses a décidé de réaliser la construction de la concession de la ligne Sant Martí de Provençals à Llerona avec un trançon de la gare de Les Franqueses del Vallès à Barcelone. Le tronçon entre les gares des Franqueses del Vallès et Granollers-Canovelles a été ouvert le 10 avril 1883 et attribué le 6 juin de la même année à la société, la Société catalane générale de Crèdit (SCGC), la construction du tracé entre Granollers-Canovelles et Sant Martí de Provençals. Sant Martí de Provençals (alors municipalité indépendante de Barcelone) a été désignée comme point final de la ligne, la capitale catalane estimant disposer déjà de suffisamment de terminaux ferroviaires et ayant refusé d'en installer un autre dans son district municipal.
En 1886 fut inaugurée la section reliant Granollers-Canovelles à Montcada-Bifurcation, en liaison avec la ligne de Manresa, propriété de la société Nord. L'année suivante, la compagnie de Sant Joan fit faillite économique et le 31 décembre 1887, la ligne fut absorbée par le Nord qui exploita ensuite les mines et la ligne entre Sant Joan de les Abadesses et la gare du Nord de Barcelone. En 1927, Nord décide d'électrifier la totalité de la ligne reliant Barcelone à Sant Joan après plusieurs essais dans d'autres zones de son État.

### Le transpyrénéen et le déclin du tronçon entre Ripoll et Sant Joan
En 1904, un traité entre la France et l'État espagnol a établi la création de deux nouvelles lignes catalanes transpyrénéennes de largeur internationale, l'une entre Lérida, La Pobla de Segur et Saint-Girons et une autre entre Latour de Carol et Ripoll. Au sein de cette dernière, la gare de la capitale du Ripollès devait devenir une gare internationale où les Trans-Pyrénées se réuniraient avec la ligne Barcelone-Ripoll. Lorsque la compétition fut abandonnée, l’État assuma provisoirement la construction de cette nouvelle ligne de largeur ibérique, reliant Ripoll à Ribes de Freser en 1919 et à La Molina et Puigcerdà en 1922. En 1928, il décréta Trans-Pyrénées à l'échelle internationale, ce qui n'a pas été atteint. En 1929, les travaux de la Transpyrénéenne s'achèvent avec son électrification et l'inauguration, le 21 juillet, de la section à double voie (une ibérique et l'autre internationale) jusqu'à Latour de Carol. La même année, un accord est signé avec la compagnie du Nord pour commencer à exploiter la Trans-Pyrénées, ce qui lui permet d’intégrer les deux lignes afin de faire des voyages entre Barcelone, Puigcerdà et Latour de Carol.
Après la guerre civile espagnole, la circulation jusqu'à Sant Joan de les Abadesses est restée en vigueur jusqu'aux années 1970. Au cours de cette période, des investissements occasionnels ont été réalisés, tels que le changement de tension d'électrification de 1 500 à 3 000 volts sur la ligne.

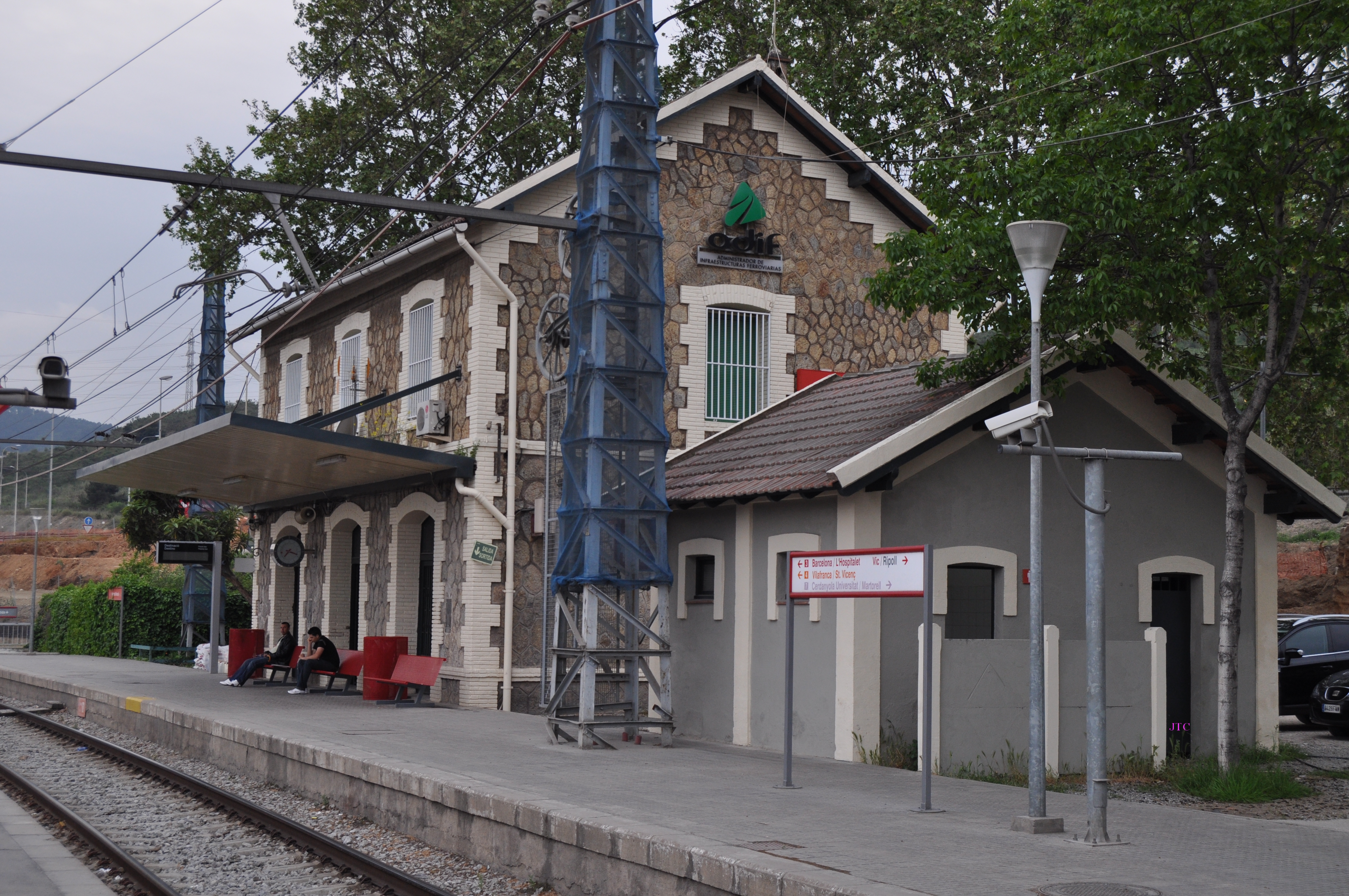
Gare de Montcada Bifurcation.

### Fermeture de différentes sections
En 1967, la fermeture des mines d’Ogassa a entraîné une diminution du transport de marchandises de la ligne. En 1980, alors que la ligne fête son premier centenaire, la Renfe annonçait la fermeture du tronçon de 10 km entre Ripoll et Sant Joan de les Abadesses faute de voyageurs. Cet itinéraire est désormais devenu la voie verte du nom Route du charbon et du fer (ca). La gare de Sant Joan de les Abadesses et ses bâtiments auxiliaires, ainsi que sa plage de routes, font partie du projet et abritent actuellement un parc et différents établissements, tels qu'une auberge de jeunesse et un bar.
En 1984, pour répondre aux exigences d'entrée de l'État espagnol dans la CEE, le gouvernement espagnol a mis en place un programme de contrats avec la Renfe visant à rationaliser les dépenses. Parmi les différentes mesures, un plan d’assainissement prévoyant la fermeture de plus de 1 800 kilomètres de lignes ferroviaires très déficientes entre lesquelles la fermeture des lignes de Barcelone à Sant Joan de les Abadesses et de Ripoll à Puigcerdà a été établie. La Généralité de Catalogne a réussi, après diverses négociations avec le ministère des Travaux publics, à éviter la fermeture de cette ligne et de celle de la ligne de Lérida à La Pobla en échange d'un engagement d'investissement de la part de l'administration autonome. "Barón proposera de maintenir les lignes internationales Renfe, bien qu’elles soient déficientes dans le travail = El País". Ainsi, le 1er janvier 1985, la fermeture du tronçon entre Ripoll et Sant Joan de les Abadesses n’est devenue définitive qu’à la sauvegarde de tous les autres.
La mesure concernait également le tronçon de trois kilomètres séparant les gares de Les Franqueses del Vallès et de Granollers Centre, reliant les lignes de Vic et de Gérone à partir de 1876 et qui avait été préservé comme une étape alternative de trains dans les moments d'incidents entre Les Franqueses et Barcelone. Le 1er janvier 1985, la section a cessé d’obtenir une autorisation de service passager et n’a autorisé la circulation des marchandises qu’en 1991. Toutefois, à compter de cette date, la ligne est restée intacte et avec les signaux. Les feux de circulation sont en service et servent toujours pour un service ponctuel. À partir de 2002, à l’occasion de la construction de la gare de Les Franqueses-Granollers Nord sur la ligne Gérone, l’élimination et le soulèvement des voies, de la caténaire et des passages à niveau ont été effectués. Depuis 2004, le tracé a disparu avec la construction de différents ouvrages tels que le parking de la gare de Bellavista, la rue Puig i Perucho de Granollers, l’autoroute C-252 (Ronda Nord de Granollers) ou une allée piétonne à Corró d'Avall. Cependant, certains éléments sont encore préservés, comme un pont de fer datant de 1930 sur le ruisseau Carbonell.

### Accident de chemin de fer du 6 décembre 1979
Le 6 décembre 1979, il y eut un accident en gare de Les Franqueses del Vallès. Deux trains de voyageurs de la ligne Barcelone - Ripoll se sont rentrés dedans causant la mort de 19 passagers et des centaines de blessés, il est considéré comme l'un des pires accidents de chemin de fer de la Catalogne.

## Exploitation
Actuellement circulent sur cette ligne des services de Rodalia de Rodalies de Catalogne, concretement la ligne R3 qui relie L'Hospitalet de Llobregat à Vic et Puigcerdà ou Latour de Carol avec des services de régionaux cadencés, sous la même appellation R3.
| Service | Terminus service          | Début ligne          | Fin ligne | Terminus service        |
| ------- | ------------------------- | -------------------- | --------- | ----------------------- |
|         | L'Hospitalet de Llobregat | Montcada-Bifurcation | Ripoll    | Latour de Carol-Enveitg |